# بورتر هازلتون
بورتر هازلتون هو سياسي أمريكي، ولد في 15 نوفمبر 1812 في نيويورك في الولايات المتحدة، وتوفي في 15 أغسطس 1870 في فلينت في الولايات المتحدة.